# Hundsheim
Hundsheim ist eine Gemeinde mit 668 Einwohnern (Stand 1. Jänner 2025) im Bezirk Bruck an der Leitha in Niederösterreich.

## Geografie

### Lage
Hundsheim gehört zum niederösterreichischen Industrieviertel, ist aber agrarisch und durch seine Lage am Südhang des Hundsheimer Berges (480 m) geprägt. Die Fläche der Gemeinde umfasst 13,42 Quadratkilometer. Ein Drittel der Fläche ist bewaldet, fast sechzig Prozent werden landwirtschaftlich genutzt.
Die tektonisch vielfältige Geologie zwischen Hundsheimer- und Spitzerberg, wo sich ein Segelflugzentrum befindet, wird durch einige Steinbrüche wirtschaftlich genützt. An den sanften Südhängen wird etwas Weinbau betrieben, die daran grenzenden Felder werden von Windschutzstreifen gegen die Erosion geschützt.

### Gemeindegliederung
Der Ort hat die Form zweier kompakter, leicht ansteigender Häuserzeilen, in deren Mitte die kleine Kirche steht. Am Ostende beginnt der Wanderweg zum Weißen Kreuz und auf den Hundsheimerberg. In den Klippen über dem Dorf befindet sich ein Fliegerdenkmal und die Günterhöhle. 1 km westlich entstand am Fuße des Hexenberges der Ortsteil Neue Siedlung und ein Sportzentrum. Im Osten von Hundsheim liegt unter dem Teichberg die Streusiedlung Teichtal.

### Nachbargemeinden
|                       | Hainburg an der Donau                       |                       |
| Bad Deutsch-Altenburg | Kompassrose, die auf Nachbargemeinden zeigt | Wolfsthal             |
|                       | Prellenkirchen                              | Edelstal (Burgenland) |

## Geschichte

Hundsheim (oben rechts) und seine Umgebung um 1873 im Aufnahmeblatt der Landesaufnahme

Im Gebiet wurden Funde aus dem Altpaläolithikum gemacht, nämlich etwa 800.000 Jahre alte Geröllgeräte-Steinwerkzeuge des Homo erectus.
Im Altertum war das Gebiet Teil der Provinz Pannonien.
Die erste urkundliche Erwähnung stammt aus dem Jahr 1123, wo ein Regenhart de Hundesheim als Zeuge genannt wird. Von den ursprünglich fünf Wehrtürmen aus dem 13. Jahrhundert sind zwei noch heute erhalten.
Laut Adressbuch von Österreich waren im Jahr 1938 in der Ortsgemeinde Hundsheim zwei Bäcker, ein Fellhändler, zwei Fleischer, drei Gastwirte, fünf Gemischtwarenhändler, eine Hebamme, ein Milchhändler, eine Milchgenossenschaft, ein Rohproduktehändler, ein Schmied, vier Schuster, zwei Trafikanten, drei Tischler, zwei Wagner und einige Landwirte ansässig. Außerhalb des Ortes gab es ein Kalkwerk der Schottergenossenschaft Hundsheim.

### Einwohnerentwicklung
In den letzten Jahrzehnten war die Geburtenbilanz negativ, die Wanderungsbilanz meist positiv.
| Hundsheim: Einwohnerzahlen von 1869 bis 2025        | Hundsheim: Einwohnerzahlen von 1869 bis 2025 | Hundsheim: Einwohnerzahlen von 1869 bis 2025 | Hundsheim: Einwohnerzahlen von 1869 bis 2025 | Hundsheim: Einwohnerzahlen von 1869 bis 2025 |
| --------------------------------------------------- | -------------------------------------------- | -------------------------------------------- | -------------------------------------------- | -------------------------------------------- |
| Jahr                                                |                                              |                                              |                                              | Einwohner                                    |
| 1869                                                | 1869                                         |                                              | 679                                          | 679                                          |
| 1880                                                | 1880                                         |                                              | 680                                          | 680                                          |
| 1890                                                | 1890                                         |                                              | 721                                          | 721                                          |
| 1900                                                | 1900                                         |                                              | 760                                          | 760                                          |
| 1910                                                | 1910                                         |                                              | 695                                          | 695                                          |
| 1923                                                | 1923                                         |                                              | 743                                          | 743                                          |
| 1934                                                | 1934                                         |                                              | 701                                          | 701                                          |
| 1939                                                | 1939                                         |                                              | 653                                          | 653                                          |
| 1951                                                | 1951                                         |                                              | 637                                          | 637                                          |
| 1961                                                | 1961                                         |                                              | 574                                          | 574                                          |
| 1971                                                | 1971                                         |                                              | 537                                          | 537                                          |
| 1981                                                | 1981                                         |                                              | 558                                          | 558                                          |
| 1991                                                | 1991                                         |                                              | 569                                          | 569                                          |
| 2001                                                | 2001                                         |                                              | 544                                          | 544                                          |
| 2011                                                | 2011                                         |                                              | 606                                          | 606                                          |
| 2021                                                | 2021                                         |                                              | 634                                          | 634                                          |
| 2025                                                | 2025                                         |                                              | 668                                          | 668                                          |
| Quelle(n): Statistik Austria, Gebietsstand 1.1.2021 |                                              |                                              |                                              |                                              |

## Kultur und Sehenswürdigkeiten

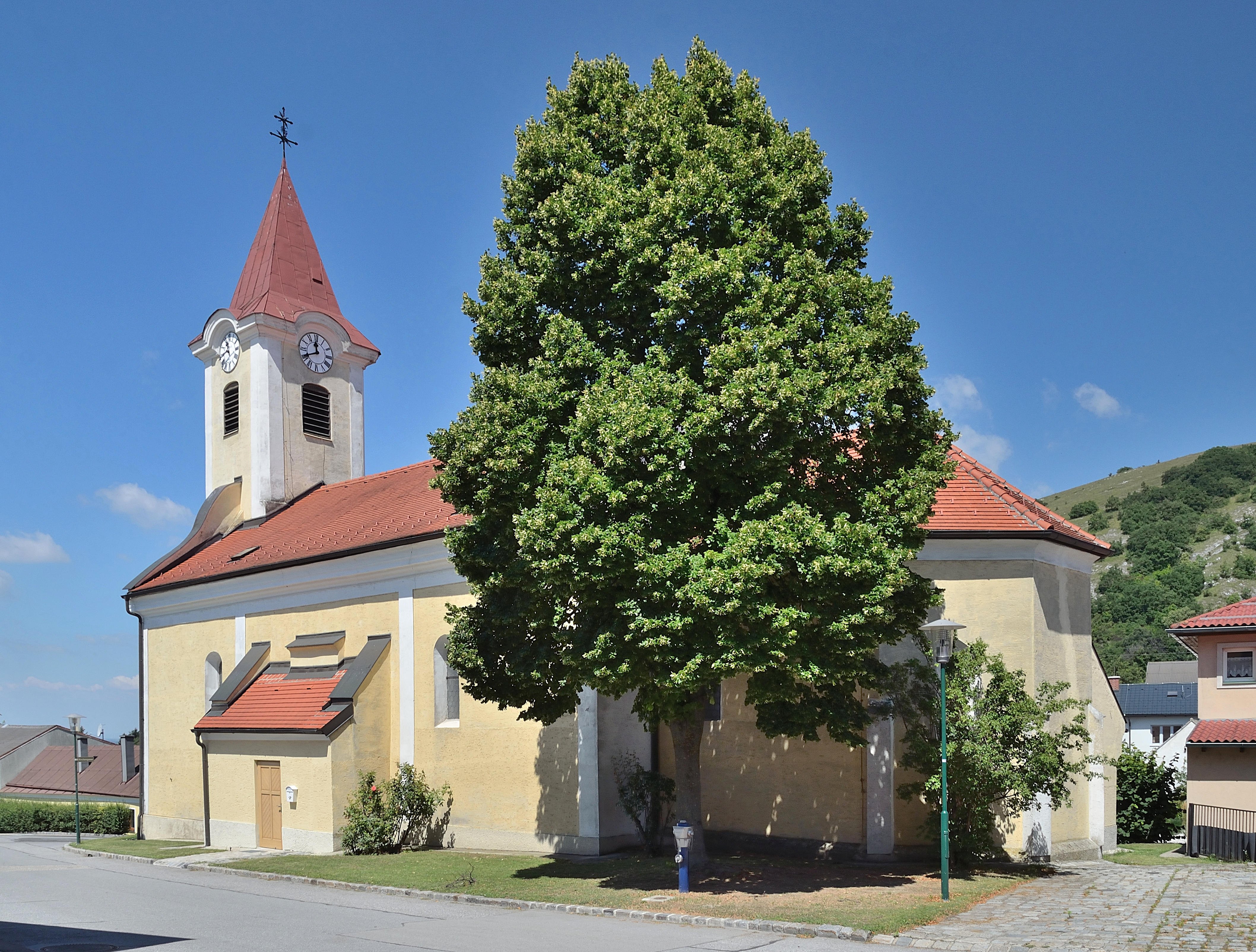
Pfarrkirche Hundsheim

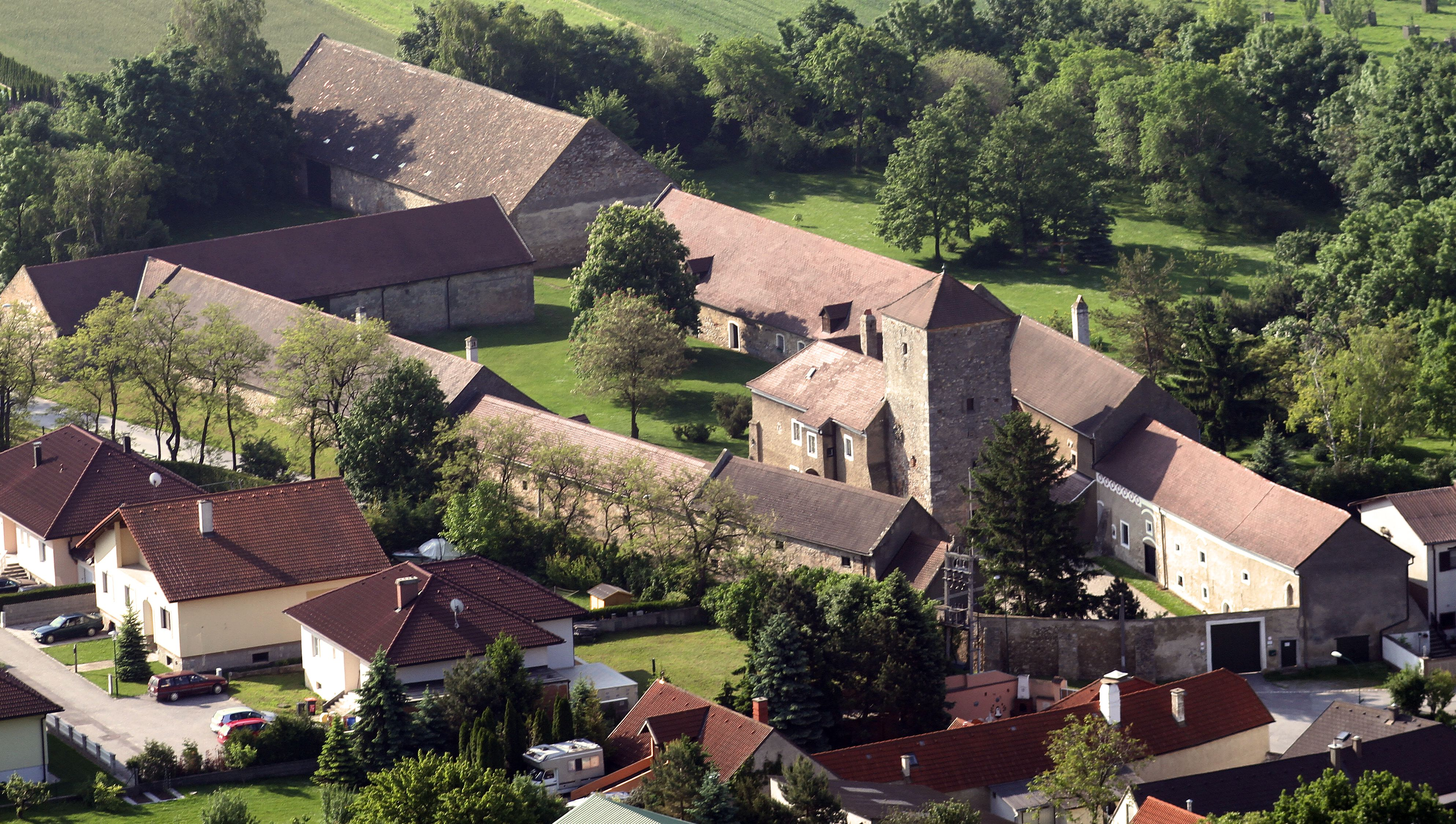
Meierhof

- Katholische Pfarrkirche Hundsheim hl. Dreifaltigkeit
- Meierhof
- Naturschutzgebiet Hundsheimer Berg

## Wirtschaft und Infrastruktur
Nichtlandwirtschaftliche Arbeitsstätten gab es im Jahr 2001 12, land- und forstwirtschaftliche Betriebe nach der Erhebung 1999 34. Die Zahl der Erwerbstätigen am Wohnort betrug nach der Volkszählung 2001 238. Die Erwerbsquote lag 2001 bei 44,48 Prozent. Arbeitslose gab es am Ort im Jahresdurchschnitt 2003 80.

### Öffentliche Einrichtungen
In Hundsheim befindet sich ein Kindergarten.

### Sport
- SV Hundsheim

## Politik

### Gemeinderat
Der Gemeinderat hat 15 Mitglieder.
- Nach den Gemeinderatswahlen in Niederösterreich 1990 hatte der Gemeinderat folgende Verteilung: 11 SPÖ und 4 ÖVP.
- Nach den Gemeinderatswahlen in Niederösterreich 1995 hatte der Gemeinderat folgende Verteilung: 10 SPÖ, 3 ÖVP und 2 FPÖ.[8]
- Nach den Gemeinderatswahlen in Niederösterreich 2000 hatte der Gemeinderat folgende Verteilung: 10 SPÖ, 3 ÖVP und 2 FPÖ.[9]
- Nach den Gemeinderatswahlen in Niederösterreich 2005 hatte der Gemeinderat folgende Verteilung: 11 SPÖ, 3 ÖVP und 1 FPÖ.[10]
- Nach den Gemeinderatswahlen in Niederösterreich 2010 hatte der Gemeinderat folgende Verteilung: 8 SPÖ und 7 ÖVP.[11]
- Nach den Gemeinderatswahlen in Niederösterreich 2015 hatte der Gemeinderat folgende Verteilung: 9 SPÖ und 6 ÖVP.[12]
- Nach den Gemeinderatswahlen in Niederösterreich 2020 hatte der Gemeinderat folgende Verteilung: 10 SPÖ und 5 ÖVP.[13]
- Nach den Gemeinderatswahlen in Niederösterreich 2025 hat der Gemeinderat folgende Verteilung: 9 SPÖ und 6 ÖVP.[14]

### Bürgermeister
- 1975–1999 Hubert Math (SPÖ)
- 1999–2008 Robert Morent (SPÖ)
- 2008–2010 Margreth Buxer (SPÖ)
- seit 2010 Gerhard Math (SPÖ)

### Wappen
Der Gemeinde wurde 1987 ein Gemeindewappen verliehen.

## Persönlichkeiten

### Söhne und Töchter der Gemeinde
- Georg Pischitz (1861–1940), Eisenbahner, Abgeordneter zum Oö. Landtag und Abgeordneter zum Nationalrat
- Johann Sanitzer (1904–1957), leitender Beamter der Geheimen Staatspolizei Wien während der Zeit des Nationalsozialismus.
- Jaromír Krejcar (1895–1950), tschechischer Architekt